# Marguerite de Clermont-Beauvaisis
Pour les articles homonymes, voir Marguerite de Clermont.
Marguerite de Clermont-Beauvaisis (vers 1104 † 1132) fille de Renaud II de Clermont et d'Adélaïde de Vermandois. Par son mariage avec Charles Ier de Flandre, elle fut comtesse de Flandre (de 1115 à 1127), puis comtesse de Saint-Pol par son mariage vers 1128 avec Hugues II de Campdavaine, puis de nouveau comtesse de Flandre par son mariage avec Thierry d'Alsace,, (de ? à 1133).

## Biographie
En 1115, Marguerite épouse Charles le Bon (1084-1127), comte de Flandre. Elle reçoit en dot le comté d'Amiens. Le mariage demeure sans postérité.
Devenue veuve, elle se remarie avec Hugues II de Campdavaine, comte de Saint-Pol, qui lui donne deux fils :
- Raoul ;
- Guy.

Elle épouse ensuite Baudouin d'Encre, dont elle aurait eu une fille :
- Élisabeth († après 1189), épouse de Gautier III d'Heilly.

Marguerite épouse ensuite Thierry d'Alsace,, qui à son tour lui donne une fille :
- Laurette d'Alsace qui, avant de se retirer à l'abbaye de Forest à Bruxelles où elle décède en 1170, se marie quatre fois :

1. Ivan, seigneur d'Alost ;
2. Henri II, duc de Limbourg ;
3. Raoul Ier, comte de Vermandois ;
4. Henri IV, comte du Luxembourg.